# Сливянка
Сливя́нка (до 1948 года Тарха́н Тихоне́нко и Бойс-Демех, ранее Кыр-Алике́; укр. Слив'янка, крымскотат. Qır Alike, Къыр Алике) — село в Нижнегорском районе Республики Крым, входит в состав Пшеничненского сельского поселения (согласно административно-территориальному делению Украины — Пшеничненского сельского совета Автономной Республики Крым).

## Население
| 2001 | 2014 |
| ---- | ---- |
| 98   | ↘61  |

Всеукраинская перепись 2001 года показала следующее распределение по носителям языка
| Язык             | Процент |
| ---------------- | ------- |
| русский          | 84.69   |
| украинский       | 13.27   |
| крымскотатарский | 1.02    |

### Динамика численности
| - 1805 год — 140 чел. - 1915 год — 15/ чел. - 1926 год — 70 чел. - 1939 год — 231 чел. | - 1989 год — 117 чел. - 2001 год — 98 чел. - 2009 год — 85 чел. - 2014 год — 61 чел. |

## Современное состояние
На 2017 год в Сливянке числится 2 улицы: Садовая и Школьная; на 2009 год, по данным сельсовета, село занимало площадь 30 гектаров на которой, в 46 дворах, проживало 85 человек.

## География
Сливянка — самое северное село района, расположенное на берегу Сиваша, высота центра села над уровнем моря — 4 м. Ближайшие сёла: Пшеничное в 1,5 км на юго-запад и Любимовка в 4 км на юго-восток. Расстояние до райцентра — около 35 километров (по шоссе), там же ближайшая железнодорожная станция — Нижнегорская (на линии Джанкой — Феодосия). Транспортное сообщение осуществляется по региональной автодороге 35Н-385 Чкалово — Сливянка (по украинской классификации — С-0-10929).

## История
Современное село было основано на месте старинного татарского поселения Кыр-Алике. Первое документальное упоминание села встречается в Камеральном Описании Крыма… 1784 года, судя по которому, в последний период Крымского ханства Кыр Алике входил в Таманский кадылык Карасъбазарскаго каймаканства. После присоединения Крыма к России (8) 19 апреля 1783 года, (8) 19 февраля 1784 года, именным указом Екатерины II сенату, на территории бывшего Крымского Ханства была образована Таврическая область и деревня была приписана к Перекопскому уезду. После Павловских реформ, с 1796 по 1802 год, входила в Перекопский уезд Новороссийской губернии. По новому административному делению, после создания 8 (20) октября 1802 года Таврической губернии, Кир-Алике был включён в состав Таганашминской волости Перекопского уезда.
Согласно Ведомости о всех селениях, в Перекопском уезде состоящих с показанием в которой волости сколько числом дворов и душ… от 21 октября 1805 года, в деревне Кир-Айлик в 18 дворах проживало 134 крымских татарина и 6 ясыров. На военно-топографической карте генерал-майора Мухина 1817 года деревня Алке обозначена с 17 дворами. После реформы волостного деления 1829 года Кирк Алик, согласно «Ведомости о казённых волостях Таврической губернии 1829 года», отнесли к Башкирицкой волости (переименованной из Таганашминской). На карте 1836 года в деревне 18 дворов. Затем, видимо, вследствие эмиграции крымских татар в Турцию, деревня опустела и на карте 1842 года Кыр-Алике обозначен условным знаком «малая деревня», то есть, менее 5 дворов.
В 1860-х годах, после земской реформы Александра II, деревню приписали к Байгончекской волости. Согласно «Памятной книжке Таврической губернии за 1867 год», деревня Кирик Алике была покинута жителями в 1860—1864 годах, в результате эмиграции крымских татар, особенно массовой после Крымской войны 1853—1856 годов, в Турцию и оставалась в развалинах. Если на карте Шуберта 1865 года ещё обозначена большая деревня Кыр Алике с 3 мечетями, то на карте с исправлениями 1876 года на месте деревни — кошара.
Возрождено поселение, как несколько хуторов, было в 1911—1913 годах в составе Ак-Шеихской волости. По Статистическому справочнику Таврической губернии. Ч.II-я. Статистический очерк, выпуск пятый Перекопский уезд, 1915 год, на хуторе Тархан Северный (Костененко) Ак-Шеихской волости Перекопского уезда числилось 3 двора с русским населением в количестве 15 человек приписных жителей, из которых 8 мужчин и 7 женщин. При хуторе числилось 200 десятин удобной земли. В хозяйстве имелось 15 лошадей, 10 коров и 8 голов мелкого скота.
После установления в Крыму Советской власти, по постановлению Крымревкома № 206 «Об изменении административных границ» от 8 января 1921 года была упразднена волостная система, Перекопский уезд переименовали в Джанкойский, в составе которого был создан Джанкойский район. В 1922 году уезды преобразовали в округа. 11 октября 1923 года, согласно постановлению ВЦИК, в административное деление Крымской АССР были внесены изменения, в результате которых округа были отменены и Джанкойский район стал основной административной единицей и село включили в его состав. Согласно Списку населённых пунктов Крымской АССР по Всесоюзной переписи 17 декабря 1926 года, в селе Тархан (бывший Тихоненко), Средне-Джанкойского сельсовета Джанкойского района, числилось 11 дворов, все крестьянские, население составляло 70 человек, из них 48 русских, 21 украинец, 1 болгарин. В 1930 году в селе создан колхоз «Сплошная коллективизация». Время создания еврейского поселения Бойс Демех при селе Тархан пока не установлено. После образования в 1935 году Колайского района село включили в его состав. По данным всесоюзной переписи населения 1939 года в селе проживал 231 человек. Вскоре после начала отечественной войны часть еврейского населения Крыма была эвакуирована, из оставшихся под оккупацией большинство расстреляны.
После освобождения Крыма от фашистов, 12 августа 1944 года было принято постановление № ГОКО-6372с «О переселении колхозников в районы Крыма» и в сентябре 1944 года в Азовский район Крыма приехали первые новоселы (162 семьи) из Житомирской области, а в начале 1950-х годов последовала вторая волна переселенцев из различных областей Украины. С 25 июня 1946 года Тархан Тихоненко в составе Крымской области РСФСР. Указом Президиума Верховного Совета РСФСР от 18 мая 1948 года, Тархан Тихоненко (он же Бойс Демех) переименовали в Сливянку. 26 апреля 1954 года Крымская область была передана из состава РСФСР в состав УССР. Время включения в Ковровский сельсовет пока не установлено: на 15 июня 1960 года село уже в его составе. Указом Президиума Верховного Совета УССР «Об укрупнении сельских районов Крымской области», от 30 декабря 1962 года Азовский район был упразднён и село присоединили к Джанкойскому. 1 января 1965 года, указом Президиума ВС УССР «О внесении изменений в административное районирование УССР — по Крымской области», включили в состав Нижнегорского. В 1974 году из Ковровского сельсовета был выделен Пшеничненский, к которому отнесли Сливянку. По данным переписи 1989 года в селе проживало 117 человек. С 21 марта 2014 года в составе Крыма аннексирована Россией.

## Погранзона
В соответствии с Приказом ФСБ РФ от 26 ноября 2014 г. N 6599 от северной границы Сливянки и далее на север располагается пограничная зона. Сама Сливянка, а также автодорога Сливянка — Пшеничное, в погранзону не входят. Лицам, не являющимся гражданами России, без соответствующих документов запрещается движение на север от Сливянки. Граждане России могут посещать местность к северу от Сливянки при обязательном наличии внутреннего паспорта гражданина России, не приближаясь к линии границы с Херсонской областью Украины ближе 5 км. Для посещения 5-километровой пограничной полосы пропуска, либо другие документы нужны и гражданам России.